# Aphaenogaster tibetana
Aphaenogaster tibetana é uma espécie de inseto do gênero Aphaenogaster, pertencente à família Formicidae.